# George Elokobi
George Nganyuo Elokobi (Mamfé, 31 de enero de 1986) es un exfutbolista y entrenador camerunés que jugaba de defensa. Desde marzo de 2023 dirige al Maidstone United F. C. de la National League South de Inglaterra.

## Trayectoria
En enero de 2023 asumió el cargo de entrenador del Maidstone United F. C. de manera interina, pasando a ocuparlo de forma permanente en marzo hasta el final de la temporada 2023-24. Esa campaña llevó al equipo hasta la quinta ronda de la FA Cup, algo que ningún otro fuera de las cinco primeras categorías del fútbol inglés había logrado desde 1978.

## Clubes

### Como jugador
| Club                             | País       | Año       |
| -------------------------------- | ---------- | --------- |
| Dulwich Hamlet F. C.             | Inglaterra | 2002-2004 |
| Colchester United F. C.          | Inglaterra | 2004-2008 |
| Chester City F. C. (cedido)      | Inglaterra | 2005      |
| Wolverhampton Wanderers F. C.    | Inglaterra | 2008-2014 |
| Nottingham Forest F. C. (cedido) | Inglaterra | 2012      |
| Bristol City F. C. (cedido)      | Inglaterra | 2012      |
| Oldham Athletic A. F. C.         | Inglaterra | 2014-2015 |
| Colchester United F. C.          | Inglaterra | 2015-2017 |
| Braintree Town F. C. (cedido)    | Inglaterra | 2016      |
| Leyton Orient F. C.              | Inglaterra | 2017-2019 |
| Aldershot Town F. C.             | Inglaterra | 2019      |
| Maidstone United F. C.           | Inglaterra | 2019-2022 |

### Como entrenador
| Club                   | País       | Año   |
| ---------------------- | ---------- | ----- |
| Maidstone United F. C. | Inglaterra | 2023- |

## Palmarés

### Campeonatos nacionales
| Título                       | Club                          | País       | Año  |
| ---------------------------- | ----------------------------- | ---------- | ---- |
| Football League Championship | Wolverhampton Wanderers F. C. | Inglaterra | 2009 |
| Football League One          | Wolverhampton Wanderers F. C. | Inglaterra | 2014 |